# Making a Fire
Singles de Foo Fighters
Waiting on a War
(2021) Love Dies Young
(2021)
Making a Fire est une chanson écrite, composée et interprétée par le groupe américain de rock alternatif Foo Fighters sortie en single le 8 juin 2021, quatrième extrait de l'album Medicine at Midnight.

## Distinction
Making a Fire remporte le Grammy Award de la meilleure prestation rock lors de la 64e cérémonie des Grammy Awards, le 3 avril 2022,.

## Autre version
Une autre version de la chanson (la « Mark Ronson Re-Version ») est dévoilée le 24 juin 2021. Produite par Mark Ronson, Dave Grohl l'a enregistrée en compagnie de musiciens issus de groupes tels que The Budos Band, Antibalas, The Dap-Kings, Tedeschi Trucks Band.
Cette version sort en vinyle le 23 avril 2022, à l'occasion du Record Store Day, sur un single double face A partagé avec la chanson Chasing Birds réenregistrée elle aussi (la « Preservation Hall Jazz Band Re-Version »). 

## Classements hebdomadaires
| Classement (2021)                         | Meilleure position |
| ----------------------------------------- | ------------------ |
| Canada (Canada Rock)                      | 1                  |
| États-Unis (Hot Rock & Alternative Songs) | 30                 |
| États-Unis (Rock & Alternative Airplay)   | 1                  |
| Royaume-Uni (UK Rock Chart)               | 1                  |
| Royaume-Uni (UK Singles Chart)            | 52                 |

Version produite par Mark Ronson
| Classement (2021) | Meilleure position |
| ----------------- | ------------------ |
| Irlande (IRMA)    | 85                 |